# Rua 25 de Março
A Rua 25 de Março (Rua Vinte e Cinco de Março) é uma via pública localizada no bairro do Mercado, na região central da cidade de São Paulo, capital do estado brasileiro de São Paulo, considerada como o maior centro comercial da América Latina, pois consiste em um dos mais movimentados centros de compras varejistas e atacadistas da cidade. Sua origem está ligada a importantes processos de colonização e urbanização da capital paulistana, sendo uma importante região para a história da cidade devido às suas atividades comerciais e sociais.
A história da rua também é marcada pela forte presença de imigrantes, especialmente sírios, libaneses e chineses. O nome atual da via pública foi um feito do deputado Malaquias Rogério no ano de 1865 e caracteriza-se como uma homenagem à primeira constituição brasileira assinada no dia 25 de março de 1824. A rua 25 de Março tem forte influência nas atividades econômicas da cidade de São Paulo nos dias atuais, movimentando bilhões de reais por ano nos mais de 4800 estabelecimentos da região. Mesmo com os fenômenos contemporâneos de esvaziamento dos centros tradicionais e espalhamento dás áreas dedicadas ao comércio, a rua 25 de Março passou por mudanças e adaptações e mantém sua importância social, cultural e econômica para a cidade de São Paulo e para o Brasil.
Nos dias atuais, o comércio local é conhecido pelo alto volume de barracas de camelôs que disputam espaço com as lojas comerciais, shoppings e galerias. Esses estabelecimentos ofertam os mais diversos produtos tanto nacionais quanto importados. Embora a região seja de extrema importância econômica, social e cultural para a sociedade, casos de irregularidades com mercadoria, baixa segurança pública e outros crimes também fazem parte da história da rua 25 de Março.

## Etimologia
A via urbana ganhou o nome no ano de 1865 em homenagem à constituição brasileira de 1824, assinada em 25 de março daquele ano e tornando-se assim a primeira constituição do Brasil. Porém, antes teve os nomes: rua Várzea do Glicério, rua das Sete Voltas, rua de Baixo e rua Baixa de São Bento.

## História

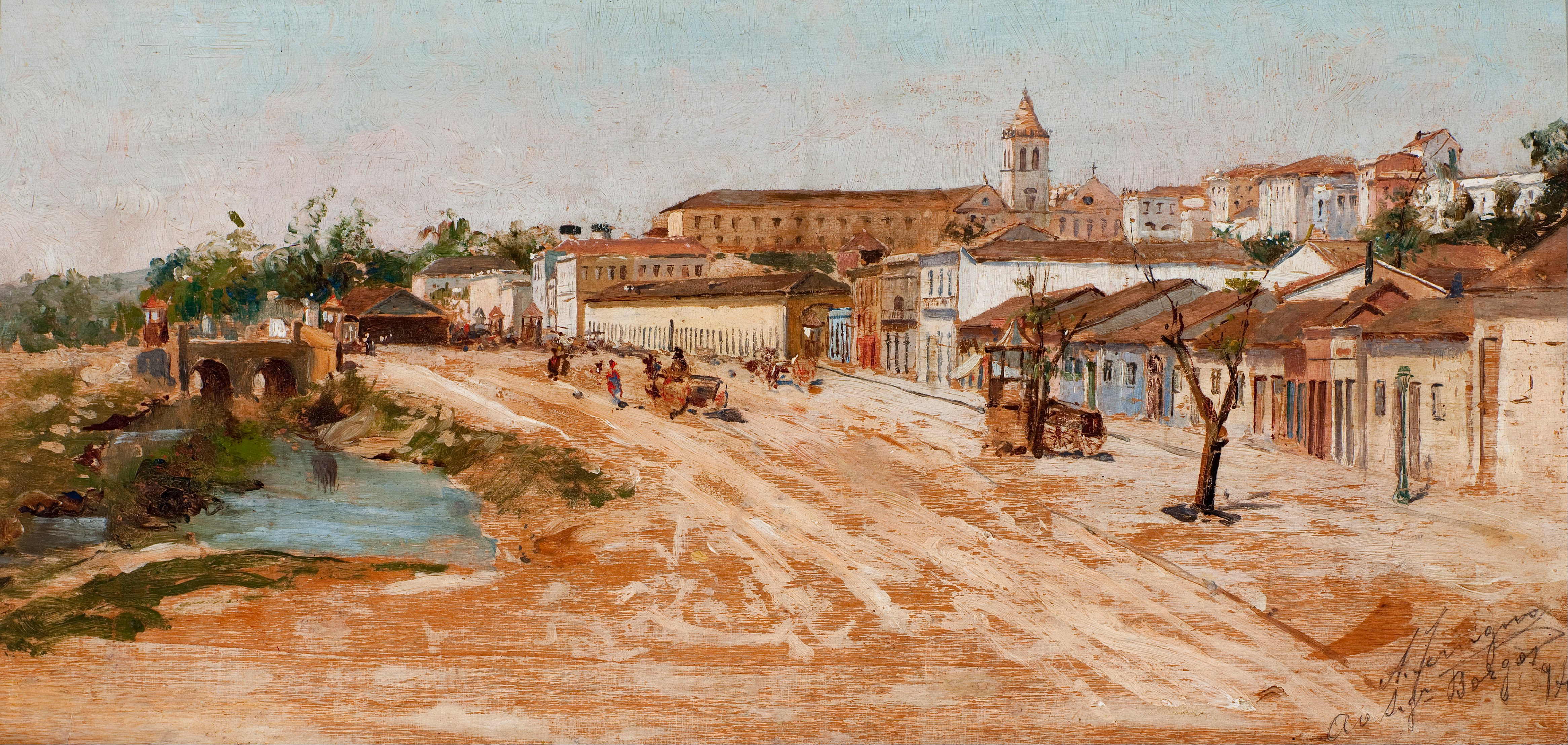
Pintura: Rua 25 de Março - Antonio Ferrigno (1894)

### Formação
A formação da rua aconteceu na beira do rio Tamanduateí, no chamado Beco das Sete Voltas. Anos depois, com a retificação do rio, abriu-se uma rua que ligava a Ponte do Carmo ao Porto São Bento (depois denominado Geral) e passou a se chamar Baixa de São Bento já que ficava abaixo do Mosteiro de São Bento e foi o primeiro local urbanizado da cidade baixa.
Os primeiros comerciantes documentados a chegar na região para desenvolver atividades comerciais foram os árabes. Esses migrantes importavam, principalmente, tecidos e por muito tempo foram os principais comerciantes da região. O preço mais baixo do que outros centros comerciais da cidade de São Paulo se deve a enchentes que aconteciam nos primeiros anos de vida da rua quando o rio Tamanduateí, que ficava próximo da Ladeira Porto Geral, ainda não havia sido canalizado. Essa ladeira leva o nome do antigo porto que lá ficava.
A relação da rua 25 de Março com a história da cidade de São Paulo vem desde seus primeiros anos. O rio Tamanduateí era uma das principais entradas de mercadoria na região, as cargas importadas saiam do Porto de Santos e chegavam ao Porto Geral, esse último se encontrava próximo do Pátio do Colégio, os dois vizinhos da rua 25 de Março.
Antes de ser nomeada de fato 25 de Março em 1865, o trecho às margens do rio Tamanduateí foi chamado de rua das Sete Voltas devido as curvas sinuosas do rio (atual bairro do Mercado). As frequentes enchentes que aconteciam no rio foram um dos principais motivos que resultaram em sua retificação. Esse processo começou no ano de 1848 e foi concluído em dois momentos, sendo o segundo entre os anos de 1896 e 1914. Uma das enchentes mais notáveis aconteceu no ano de 1850 por causa de uma forte chuva; os estragos foram tão grandes que a cidade de Santos ofereceu ajuda financeira para dar suporte aos moradores necessitados via ordem pública. Depois do episódio da grande enchente, os administradores da cidade sentiram a necessidade de criar regras e normas de caráter urbanístico e arquitetônico para melhor funcionamento das vias, e foi a partir de 1850 que elas foram definidas e vigoradas.
No dia 28 de novembro de 1865 o vereador Malaquias Rogério apresentou ofício sugerindo a mudança de nome de algumas ruas, entre elas, a alteração da Rua de Baixo para Rua 25 de Março. No final dos anos 1920, a Vinte e Cinco de Março já contava com cerca de 580 mil habitantes e mais de 500 lojas, segundo a Prefeitura de São Paulo. As primeiras estações de metrô próximas à região surgiram no final dos anos 1970.

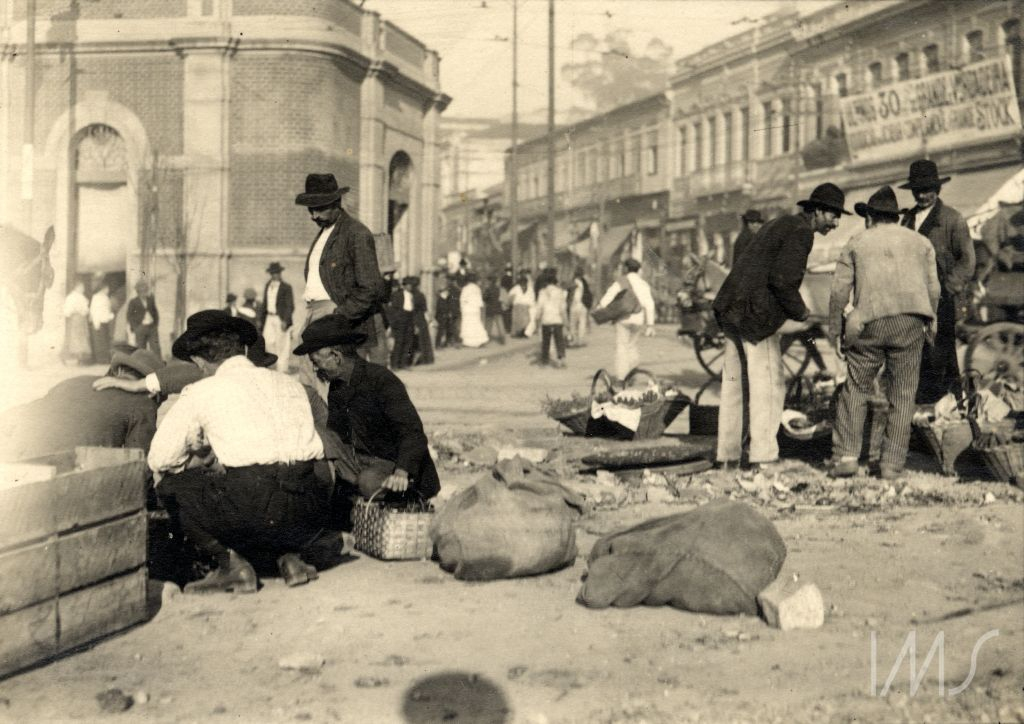
Mercado Municipal na década de 1910, região próxima a rua 25 de Março

### Consolidação
A partir dos anos 1930, a rua Vinte e Cinco de Março é conhecida como "rua dos turcos" devido à grande presença de sírios, libaneses e árabes. Esse grupo populacional sofreu perseguições durante essa época por não trabalharem nas produções agrícolas do país, atividade comumente exercida por imigrantes que chegavam ao Brasil, e sim nas regiões comerciais. No final da década de 1930, os imigrantes sírio-libaneses já possuíam mais da metade dos estabelecimentos comerciais de varejo e atacado na cidade de São Paulo, sendo mais conhecidos pelo trabalho com a Indústria têxtil. O Plano de Avenidas e grandes obras viárias executadas pela Prefeitura auxiliaram na dispersão de prédios residenciais para outras regiões de São Paulo e contribuíram para o caráter terciário da rua e também para sua verticalização. Em 1960, o complexo próximo à rua 25 de Março já contava com aproximados 3,7 milhões de habitantes.

### Expansão

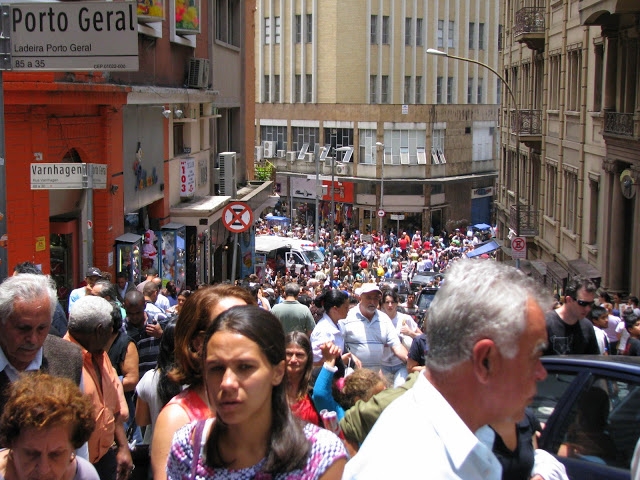
Ladeira Porto Geral (2008)

Os produtos nacionais ganham força na 25 de Março dos anos 1970 para frente e os produtos importados são reintroduzidos no mercado nos anos 1980. China e Paraguai são os principais exportadores de produtos que chegam na região da 25 de Março no final do século XX. Nos anos seguintes, as indústrias nacionais saíram da capital paulistana em direção ao interior, encarecendo os produtos devido a motivos de transporte. Como consequência, os produtos importados obtiveram maior sucesso de vendas em relação aos nacionais devido aos preços mais baixos.
As vendas em varejo se destacam a partir dos anos 1980, ainda que mantendo-se fortes as vendas por atacado. Os estabelecimentos se adaptam às novas demandas e estímulos do mercado e as antigas grandes lojas dão espaço às galerias que, por sua vez, focam em produtos importados. No começo da década de 1990, o comércio se aproxima mais da informalidade e crescem os números de camelôs para competir com os produtos de baixo preço vindos da China e Coreia. O crescimento da região atrai investimentos públicos e o transporte na área central de São Paulo é fomentado, expandindo a circulação.

### Mundialização
O fenômeno da globalização no século XXI trouxe mudanças para a dinâmica comercial da rua 25 de Março. As escalas de transporte e importação de produtos aumentam de  maneira relevante; containers cheios de mercadoria chegam ao Brasil e são vendidos a uma grande massa de consumidores. Nessa época, estima-se que a rua 25 de Março recebe mais de 1,2 milhão de pessoas por dia. A diversidade de mercadoria vendida e suas origens atingem novos patamares. O fluxo de consumidores, alta incidência de produtos irregulares e problemas com segurança fizeram com que a Prefeitura de São Paulo buscasse soluções para melhor funcionamento da região.

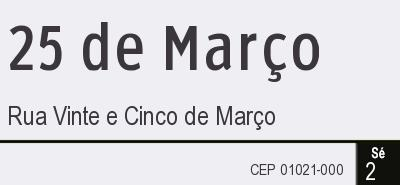
Placa da Rua 25 de Março

## Localização geográfica
A rua 25 de Março é uma via pública que se encontra na região central da cidade de São Paulo e faz esquina com a Ladeira Porto Geral. A estação do metrô de São Paulo mais próxima é a São Bento da Linha 1 - Azul.
Além disso, a rua 25 de Março é conhecida por sua proximidade com diversos pontos turísticos e históricos da cidade, como o Mercado Municipal e o Pateo do Collegio, que fazem parte do centro histórico de São Paulo e atraem visitantes de todas as partes do Brasil.

## Importância econômica
A rua 25 de Março é conhecida na atualidade como maior shopping a céu aberto do mundo. No ano de 2008, a Univinco (União dos Lojistas da Rua 25 de Março e Adjacências) divulgou dados que estimavam que cerca de 10 bilhões de reais circulavam na região, caracterizando a área comercial como uma grande arrecadadora de tributos e com capacidade de giro de recursos monetários. Segundo a Univinco, a criação de empregos e contribuição significante para o PIB nacional tornou a região na área urbana de maior volume de arrecadação, dentre os centros comerciais, com relação a tributos dos estados e municípios. No ano de 2014, a União dos Lojistas da Rua 25 de Março e Adjacências divulgou dados afirmando que a região movimentou mais de 17 bilhões de reais naquele ano e que recebia mais de 1 milhão de pessoas por dia durante os meses que antecedem as festas de fim de ano. Segundo a Univinco, em 2018, produtos cosméticos como maquiagens são cerca de 40% do que se é vendido na região. Apesar da importância econômica formal de região para o país, a pirataria é um dos seus pontos mais notórios nos dias atuais, sendo frequente a apreensão de cargas ilegais. Em novembro de 2018, foram apreendidos mais de 60 mil produtos ilegais pela prefeitura de São Paulo na região da 25 de Março.
Dados de 2009 apontavam como principal consumidor da 25 de Março as classes sociais D e E, somando 68% do total. Em 2015, o jornal O Estado de São Paulo apontava as classes A e B como 56% dos consumidores e 44% das classes C e D.
Em outubro de 2018, os vendedores de camelôs chamaram a atenção da mídia com a venda de "lanternas de choque" importadas da China na região da 25 de Março. O item em formato de lanterna dispara choques elétricos com intensidade próxima de 15 volts. Os produtos são mais procurados por mulheres interessadas em defesa pessoal, segundo os comerciantes.

## Produtos irregulares e segurança

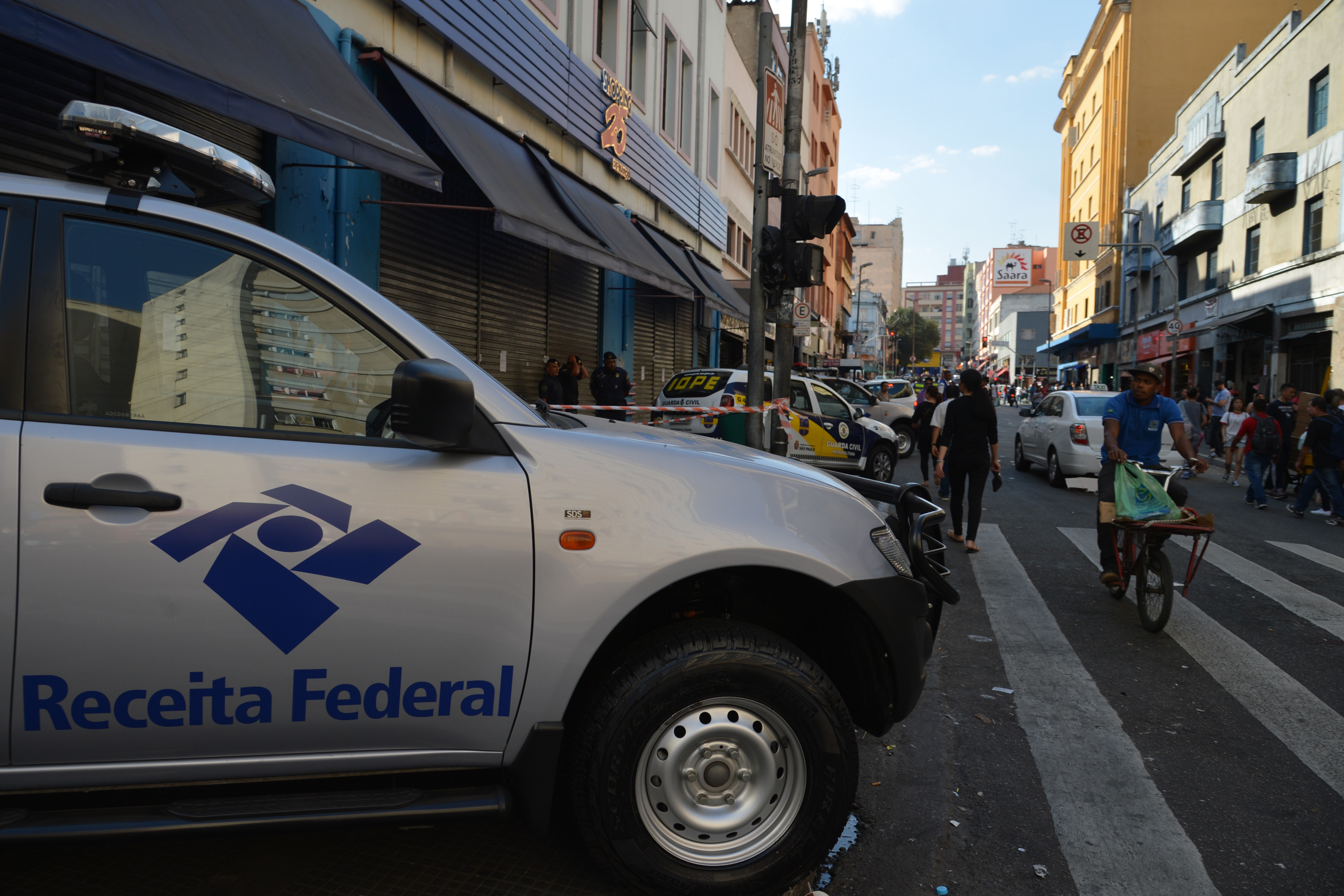
Receita Federal durante a Operação Setembro para combater produtos falsificados (2017)

A rua 25 de Março é, frequentemente, ligada à venda de mercadorias caracterizadas como ilegais. No ano de 2017, a Receita Federal junto com a prefeitura da cidade de São Paulo fecharam um shopping durante uma operação contra o comércio irregular. As instituições estimaram que o estabelecimento tinha mais de 800 toneladas em produtos irregulares com origem em contrabando e falsificação. A Receita Federal afirmou, durante a operação, que a venda de mercadorias irregulares produz reflexos em outras atividades criminais como lavagem de dinheiro, corrupção, escravidão e danos à saúde pública. Em novembro de 2018, a Receita Federal realizou uma operação com o objetivo de apreender mais de 30 mil bonés falsificados e contrabandeados que eram vendidos na região. Ainda em novembro de 2018, a Prefeitura de São Paulo fechou uma loja de quatro andares com mais de 60 mil bolsas clandestinas e falsificadas.
Desde seus anos mais antigos, a rua 25 de Março lida com problemas de segurança pública envolvendo atos violentos relacionados a roubos e mortes. O comerciante Elias Farah, dono de uma loja de tecidos, foi estrangulado e esquartejado por um de seus funcionários no ano de 1908. No ano de 2006, a Guarda Civil Metropolitana apresentou um projeto de monitoramento eletrônico, instalado nos pontos com maior incidência registrada de roubos. Em decorrência disso, algumas gangues locais fizeram ameaças e vandalizaram os fios do sistema de segurança.

## Influência sírio-libanesa

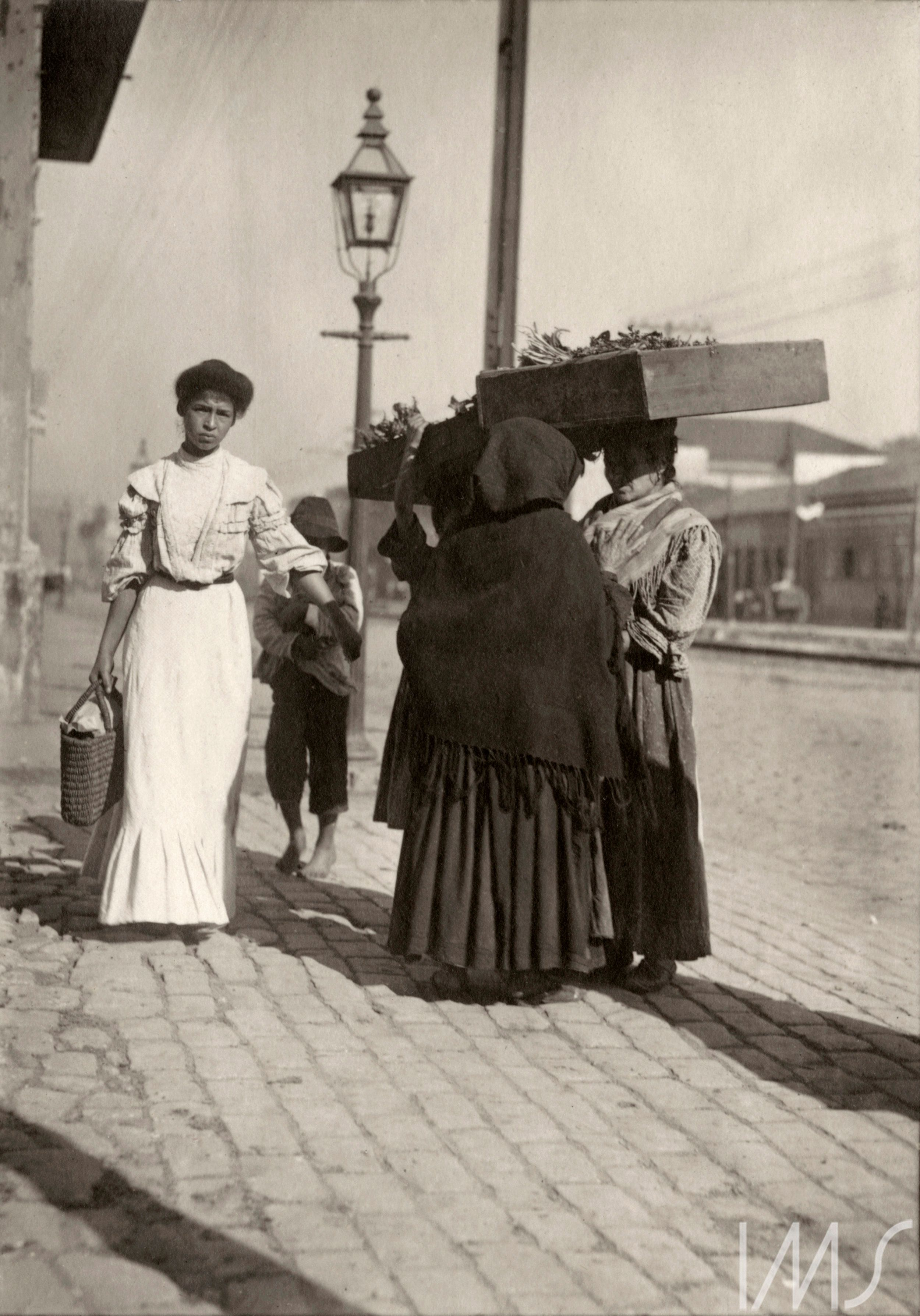
Mulheres vendedoras ambulantes de verduras na rua 25 de Março na década de 1910

Povos vindos da diáspora sírio-libanesa atuaram de maneira expressiva para o processo de internacionalização da área próxima à Rua 25 de Março e para determinar os vínculos e práticas de comércio internacionais. Esse processo teve como um de seus resultados a transformação daquele território em espaço urbano etnicamente diferenciado.
Por volta dos anos 1870, o Brasil começou a receber migrantes sírios e libaneses com maior intensidade. O cenário internacional que estimulou esse movimento está relacionado com a ocupação do Império Otomano na Síria e Líbano e também com a instabilidade financeira resultante da presença francesa e inglesa nesses territórios. Quando os imigrantes chegaram em solo brasileiro, se distribuíram por várias partes do país, incluindo a cidade de São Paulo. Pelo motivo de estarem mais adaptados a pequenas culturas agrícolas, não obtiveram sucesso com empregos em grandes culturas, o que levou à busca por alternativas. O comércio com mercadorias veio como medida de subsistência e deu aos sírio-libaneses a nomenclatura de mascates.
Os comerciantes muitas vezes moravam em pensões baratas, cortiços e nos porões de velhos sobrados nas proximidades da rua 25 de Março. A especialização desses migrantes em tecidos nasceu da dificuldade de importação durante a época da Primeira Guerra Mundial, desse modo, abriram-se fábricas do ramo têxtil e de vestuário para cobrir a necessidade de produtos industrializados. Essa atividade comercial levou algumas famílias a prosperarem economicamente e como consequência, a expandir seu domínio de mercado e também de terra com a construção de mansões em lugares como Avenida Paulista e bairro do Ipiranga. A primeira loja na Rua 25 de Março foi aberta no ano de 1887 e pertencia ao imigrante libanês Benjamin Jafet.
Apesar das similaridades, os sírios e libaneses não formaram uma colônia homogênea no Brasil devido a questões de classe, religião e origem geográfica. A lealdade às famílias e redes de parentesco também dificultaram atos colaborativos. Um ato notável dessa relação aconteceu em 1950 quando as divergências impediram a formação e estabelecimento de uma Câmara de Comércio que englobasse toda a comunidade. Os representantes de associações regionais e também das famílias mais importantes resolviam as questões da colônia de modo geral, visto que, muitas dessas agregações familiares estavam unidas economicamente.

## Influência chinesa
No período entre os anos 1950 e 1960, o Brasil recebeu um fluxo significativo de migrantes chineses, principalmente na cidade de São Paulo. Ocupando, nos dias atuais, galerias e shoppings na região da 25 de Março, os comerciantes chineses influenciaram bastante a venda de produtos importados. Os conhecidos como "Made in China" ajudaram a criar parte da fama da rua 25 de Março em ofertar produtos com preços mais baixos. Os comerciantes chineses localizados nas galerias são notáveis pelos produtos eletrônicos em geral, como celulares, câmeras fotográficas e videogravadores.
A forte presença dos chineses na região central de São Paulo atrai consigo outras iniciativas comerciais para esse público. Restaurantes e outros estabelecimentos alimentícios que atendem ao gosto chinês surgiram próximos às galerias e também em praças de alimentação. Escritórios de advocacia, autoescolas e agências de turismo também estão entre as atividades comerciais chinesas paralelas à venda de mercadoria importada. Apesar disso, o que mais surge para atender os chineses da região são escolas de português. A ocupação chinesa no centro de São Paulo é vista também nas escolas estaduais da região: segundo a Folha de S.Paulo, no tradicional colégio São Bento, quase metade dos alunos são chineses. Mesmo assim, a presença chinesa na cidade de São Paulo não se resume à região da 25 de Março, sendo forte também em bairros como o Brás, Ana Rosa, Aclimação e Liberdade. Na década de 1960, foi criado no bairro da Liberdade o Centro Social Chinês de São Paulo que celebra a cultura e eventos tradicionais do país em questão. O Centro Social Chinês existe até os dias atuais no bairro e se encontra na rua Conselheiro Furtado, 303. Ainda no bairro da Liberdade, se encontram escritórios dos três  jornais em língua chinesa do Brasil.
A Galeria Pagé é o edifício com ocupação chinesa mais globalizado da rua 25 de Março. A presença dos imigrantes asiáticos na região começou a tornar-se dominante a partir dos últimos anos do século XX, aproximando-se das colônias sírio-libanesa que chegaram antes. Além da presença chinesa, outros imigrantes asiáticos também ocupam a região de maneira relevante, como os coreanos.
Os comerciantes chineses que vivem na região da 25 de Março atualmente são vistos como representantes do transnacionalismo moderno. Esse termo se refere a grupos que migram para outros territórios em busca de maior qualidade de vida porém, continuam a viver de acordo os vínculos culturais, sociais e econômicos do lugar de origem.